# François André (homme d'affaires)
Pour les articles homonymes, voir François André et André.
François André, né le 6 avril 1879 à Rosières (Ardèche) et mort le 2 mai 1962 à Cannes, est une personnalité française du monde des affaires et du tourisme. Directeur d'hôtels et de casinos, il est le fondateur du groupe Lucien Barrière.

## Biographie

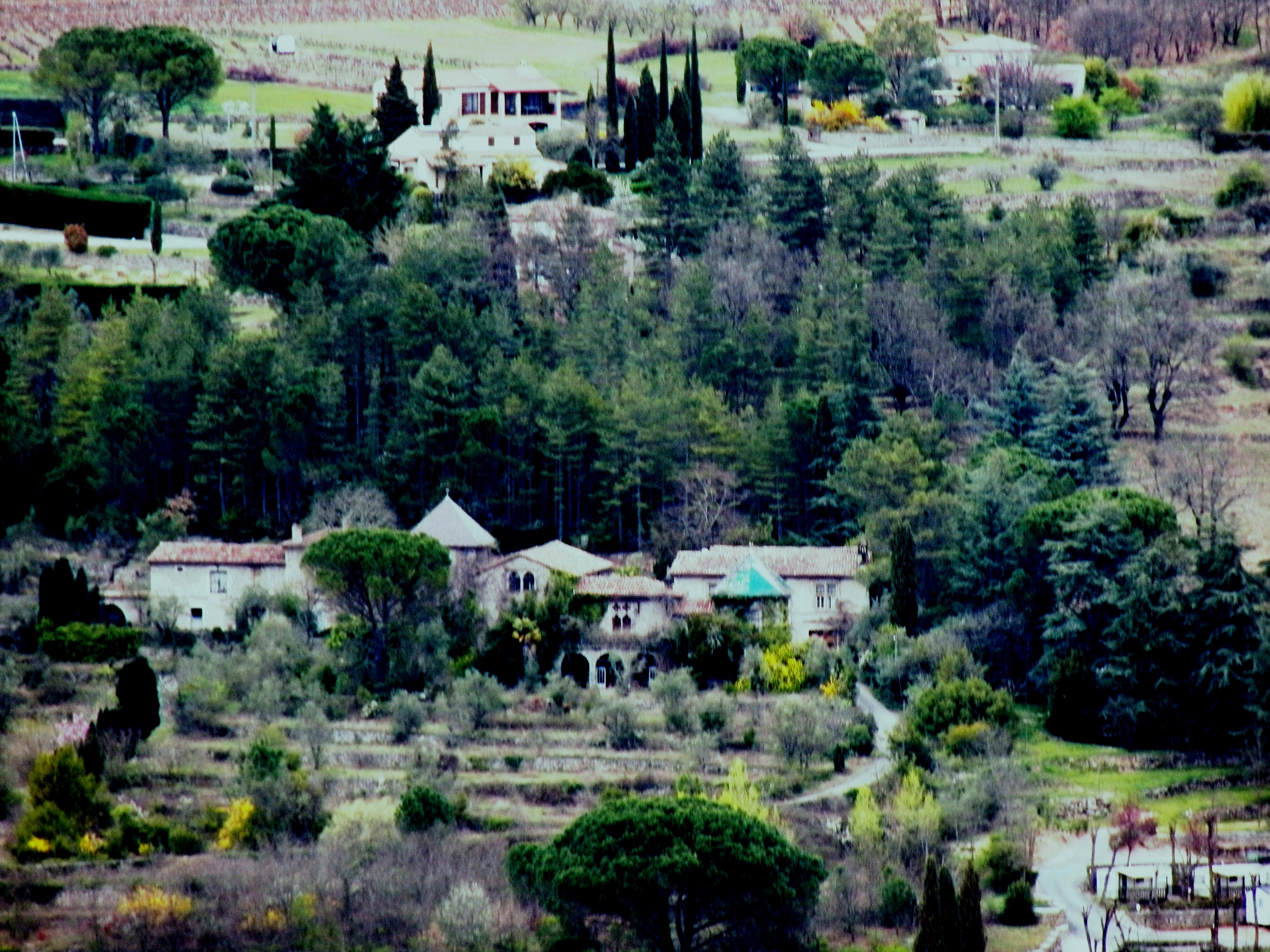
Château construit pour François André, propriété du groupe Lucien Barrière.

Venu de l'Ardèche au début du XXe siècle, François André arrive à Paris sans un sou et ouvre des tripots clandestins. Il démarre une activité dans le domaine des casinos en reprenant le casino d'Ostende en Belgique, pendant que Eugène Cornuché, son associé, entreprend, en 1912, la réalisation de l'hôtel Normandy et la construction du Casino de Deauville. En 1912, il lance l'aménagement de La Baule en lieu de tourisme.
En 1918, François André fonde le cercle de jeux Haussmann à Paris. Directeur du casino colossal Kursaal à Ostende et associé de Cornuché à Deauville, il obtient la concession du casino de La Baule. Il en décide aussitôt l'agrandissement, sur le modèle de celui de Deauville et poursuit le développement de la station balnéaire de La Baule-Escoublac (Loire-Atlantique) : il y rachète l'hôtel Royal et entreprend en 1923 la construction de l'hôtel Hermitage et d'un parcours de golf,. En 1924, il fait venir l'Automobile Club de l'Ouest à Deauville.  Il lance le tennis à la Baule en créant le Country Club en 1927. Il invente ainsi le tourisme moderne en créant le concept de « resorts » à la française réunissant, en un même lieu, casino, hôtels et installations sportives.
En décembre 1924, il commande la destruction puis la reconstruction du casino en 6 mois. En 1925[Où ?], il lance la création du golf de Pouliguen.
En 1926, il entreprend la construction de l'hôtel Hermitage — Ferdinand Ménard en est l'architecte — et du Castel Marie-Louise à La Baule. La même année, il rachète la Société fermière du casino municipal de Cannes (SFCMC).
En 1927, François André succède à Eugène Cornuché à la tête des Grands Établissements de Deauville (qui devient la Société des hôtels et casino de Deauville - SHCD) et entreprend la construction de l'hôtel du Golf à Deauville sur le New Golf Club (1929). Il y installe également 30 courts de tennis et ce qui deviendra le Jumping international de France. En 1927, il fait également don d'un terrain de 4 000 mètres à l'autorité diocésaine pour la création d'un square et d'une chapelle.
En 1929, il devient le président de la Société des Eaux Minérales de Contrexéville. En 1929, il acquiert également 220 hectares de terrain sur la commune de Saint-André-des-Eaux.
Pendant la Seconde Guerre mondiale, les Allemands occupent l'hôtel Deauville.
Il développe ses activités sur la Côte d'Azur avec le casino de Cannes et rachète en 1952 l'hôtel Majestic. Il désigne son neveu Lucien Barrière (1923-1990) comme son successeur et son légataire universel.
Il est promu officier de la Légion d'honneur en 1958.
Son épouse Marie Louise Justine (1877-1961) était fleuriste à Paris et lui employé aux pompes funèbres quand ils se rencontrèrent puis se marièrent le 12 juillet 1910. Pour leur voyage de noces, ils allèrent à Monaco où François André perdit le fonds de commerce de son épouse au casino ; elle ne le lui pardonna que quand il lui offrit le Casino de La Baule dont elle devint la directrice attitrée.  
Il meurt le 2 mai 1962 à Cannes et est inhumé le 6 mai 1962 dans le petit cimetière ardéchois de Rosières. Un buste est érigé en son honneur à Deauville en 1964, devant le Normandy, au centre du square François-André, créé en 1945. L'inscription précise : « À François André - 1879-1962 - Grand amateur de tourisme français ».

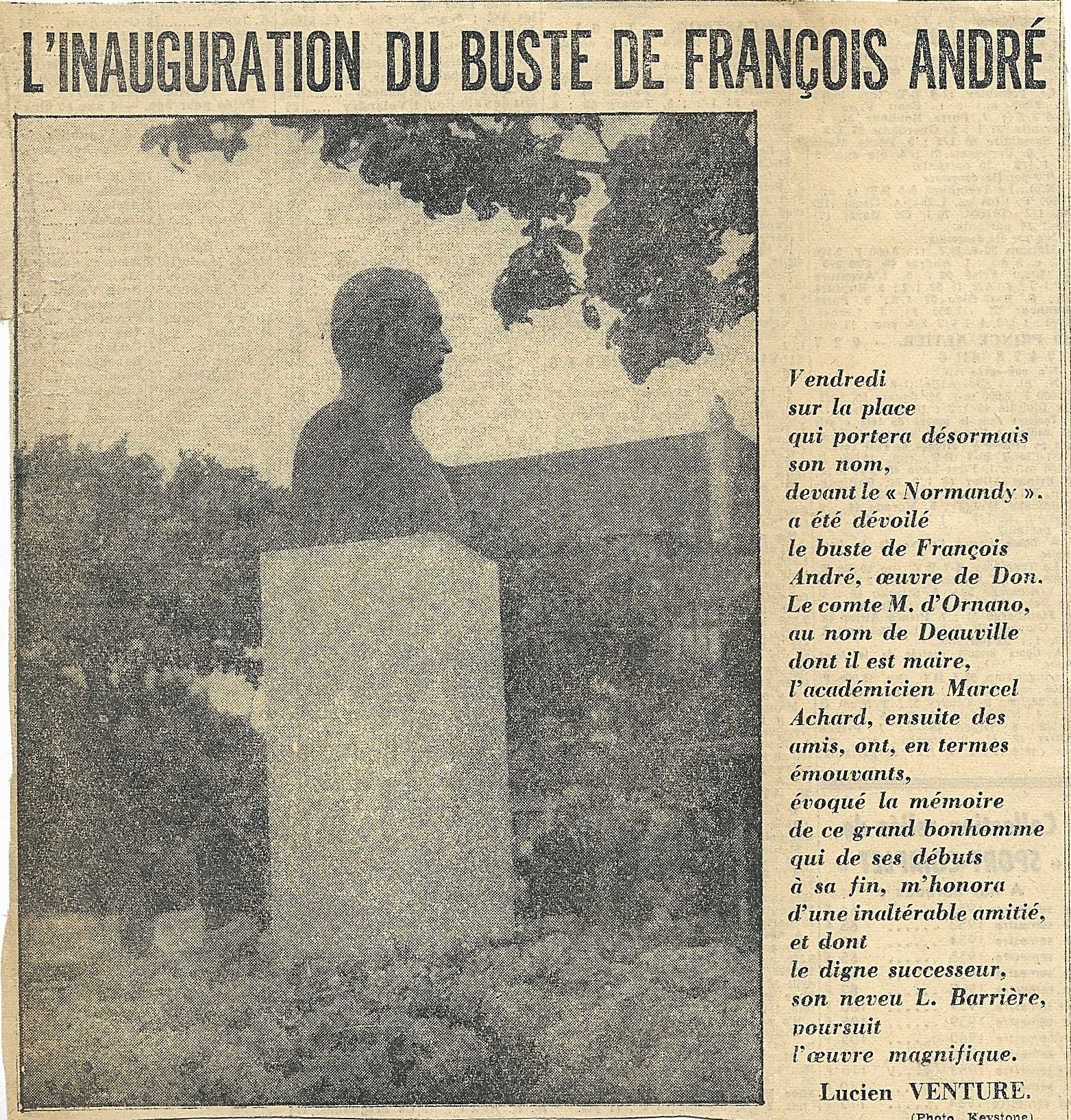
Coupure du journal Sport Complet.
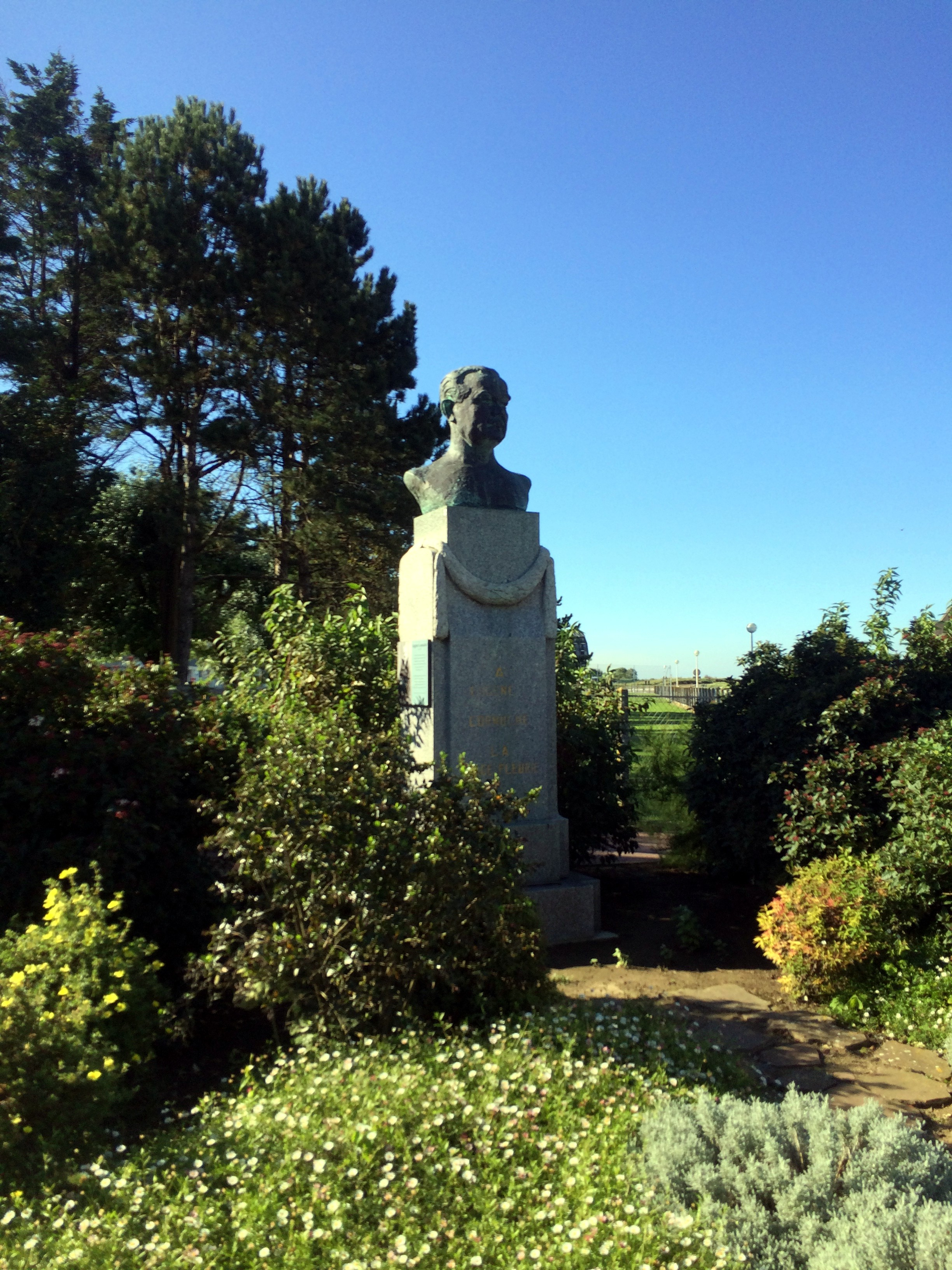
Buste d'Eugène Cornuché.
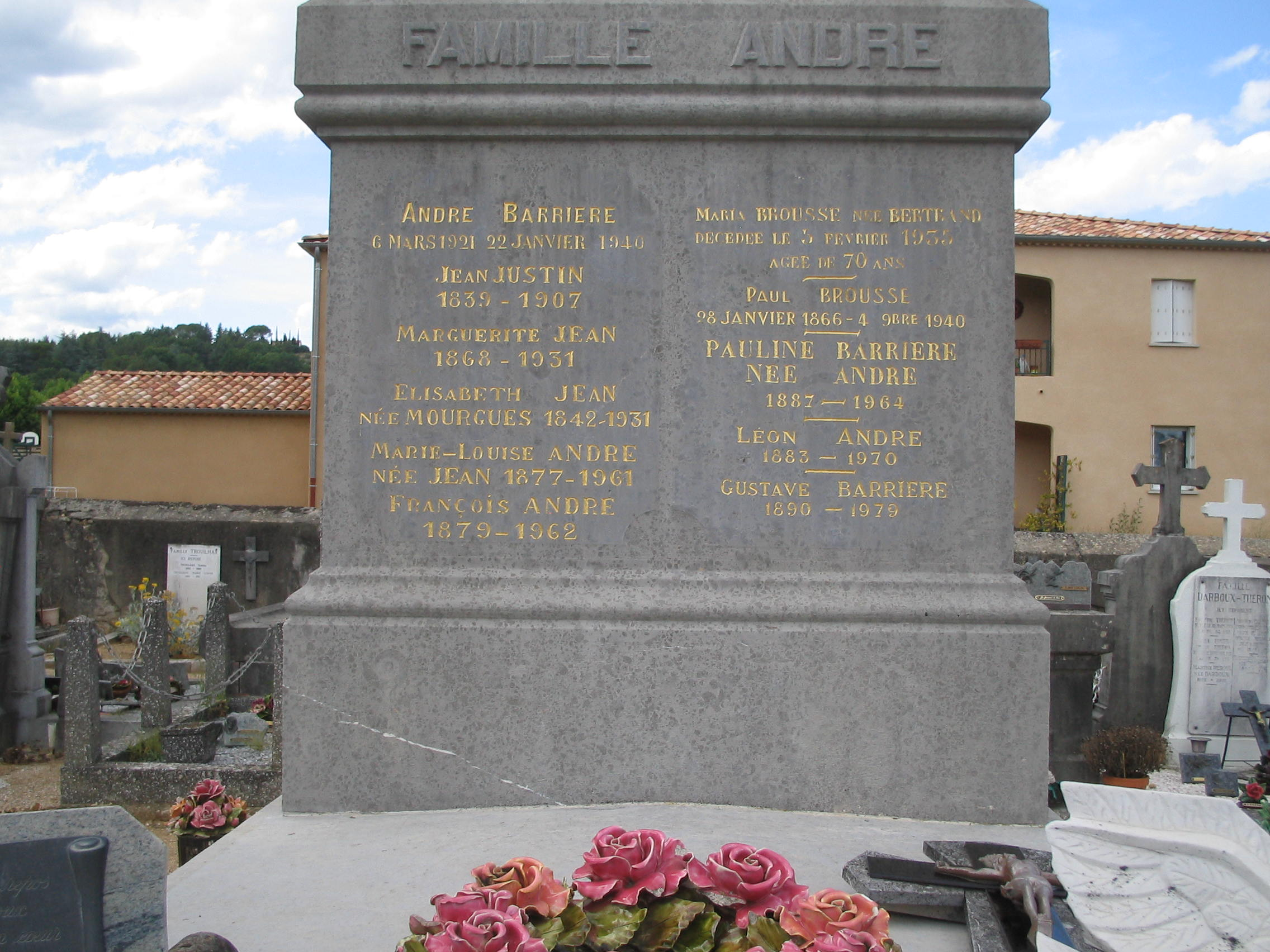
Sépulture de François André.
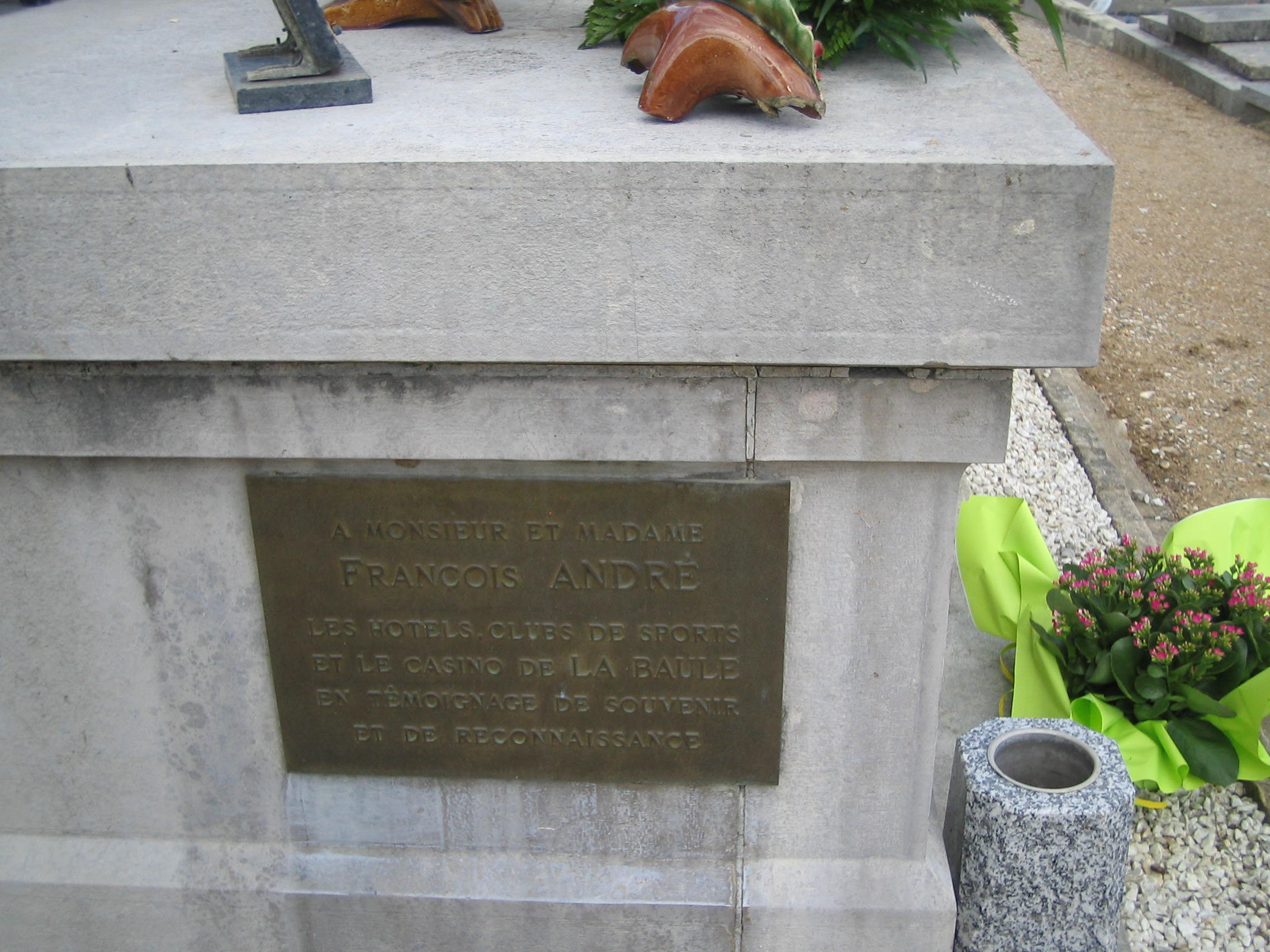
Détail de la sépulture.